# Campeonato Europeo de Hockey sobre Hierba Masculino de 2019
El XVII Campeonato Europeo de Hockey sobre Hierba Masculino se celebró en Amberes (Bélgica) entre el 16 y el 24 de agosto de 2019 bajo la denominación EuroHockey Masculino 2019. El evento fue organizado por la Federación Europea de Hockey sobre Hierba (EHF) y la Real Asociación Belga de Hockey sobre Hierba. Paralelamente se celebró el XIV Campeonato Europeo de Hockey sobre Hierba Femenino.
Los partidos se realizaron en las instalaciones del Centro Deportivo Wilrijkse Plein de la ciudad belga.
Un total de ocho selecciones nacionales afiliadas a la EHF compitieron por el título de campeón europeo, cuyo anterior portador era el equipo de los Países Bajos, vencedor del EuroHockey 2017. 
La selección de Bélgica se adjudicó la medalla de oro al derrotar en la final al equipo de España con un marcador de 5-0. En el partido por el tercer puesto el conjunto de los Países Bajos venció al de Alemania.

## Grupos
| Grupo A    | Grupo B      |
| ---------- | ------------ |
| Bélgica    | Países Bajos |
| Inglaterra | Alemania     |
| España     | Irlanda      |
| Gales      | Escocia      |

## Fase preliminar
- Todos los partidos en la hora local de Amberes (UTC+2).

### Grupo A
| Equipo     | J | G | E | P | GF | GC | DG  | PTS |
| ---------- | - | - | - | - | -- | -- | --- | --- |
| Bélgica    | 3 | 3 | 0 | 0 | 13 | 0  | +13 | 9   |
| España     | 3 | 1 | 1 | 1 | 7  | 8  | -1  | 4   |
| Inglaterra | 3 | 0 | 2 | 1 | 4  | 6  | -2  | 2   |
| Gales      | 3 | 0 | 1 | 2 | 3  | 13 | -10 | 1   |

- Resultados

| Fecha | Hora  | Partido    | Partido | Partido    | Resultado |
| ----- | ----- | ---------- | ------- | ---------- | --------- |
| 16.08 | 20:30 | Bélgica    | -       | España     | 5-0       |
| 17.08 | 11:15 | Inglaterra | -       | Gales      | 2-2       |
| 18.08 | 13:30 | España     | -       | Gales      | 5-1       |
| 18.08 | 18:00 | Inglaterra | -       | Bélgica    | 0-2       |
| 20.08 | 13:30 | España     | -       | Inglaterra | 2-2       |
| 20.08 | 20:30 | Bélgica    | -       | Gales      | 6-0       |

### Grupo B
| Equipo       | J | G | E | P | GF | GC | DG  | PTS |
| ------------ | - | - | - | - | -- | -- | --- | --- |
| Países Bajos | 3 | 3 | 0 | 0 | 14 | 3  | +11 | 9   |
| Alemania     | 3 | 2 | 0 | 1 | 16 | 3  | +13 | 6   |
| Irlanda      | 3 | 0 | 1 | 2 | 4  | 13 | -9  | 1   |
| Escocia      | 3 | 0 | 1 | 2 | 3  | 18 | -15 | 1   |

- Resultados

| Fecha | Hora  | Partido      | Partido | Partido      | Resultado |
| ----- | ----- | ------------ | ------- | ------------ | --------- |
| 16.08 | 13:30 | Alemania     | -       | Escocia      | 9-0       |
| 17.08 | 15:45 | Países Bajos | -       | Irlanda      | 5-1       |
| 18.08 | 15:45 | Irlanda      | -       | Escocia      | 3-3       |
| 18.08 | 20:30 | Alemania     | -       | Países Bajos | 2-3       |
| 20.08 | 15:45 | Irlanda      | -       | Alemania     | 0-5       |
| 20.08 | 18:00 | Países Bajos | -       | Escocia      | 6-0       |

## Fase final
- Todos los partidos en la hora local de Amberes (UTC+2).

|  | Semifinales  | Semifinales  |   |          | Final        | Final        |  |
|  | 22 de agosto | 22 de agosto |   |          | 24 de agosto | 24 de agosto |  |
|  |              |              |   |          |              |              |  |
|  |              |              |   |          |              |              |  |
|  | Bélgica      | 4            |   |          |              |              |  |
|  | Alemania     | 2            |   |          |              |              |  |
|  |              |              |   |          |              |              |  |
|  |              |              |   |          |              |              |  |
|  |              |              |   |          | Bélgica      | 5            |  |
|  |              | España       | 0 |          |              |              |  |
|  |              |              |   |          |              |              |  |
|  |              |              |   |          |              |              |  |
|  |              |              |   |          | Tercer lugar |              |  |
|  |              |              |   |          |              |              |  |
|  | Países Bajos | 3            |   | Alemania | 0            |              |  |
|  | España       | 4            |   |          | Países Bajos | 4            |  |

### Semifinales
| Fecha | Hora  | Partido      | Partido | Partido  | Resultado |
| ----- | ----- | ------------ | ------- | -------- | --------- |
| 22.08 | 18:00 | Países Bajos | -       | España   | 3-4       |
| 22.08 | 20:30 | Bélgica      | -       | Alemania | 4-2       |

### Tercer lugar
| Fecha | Hora  | Partido  | Partido | Partido      | Resultado |
| ----- | ----- | -------- | ------- | ------------ | --------- |
| 24.08 | 18:00 | Alemania | -       | Países Bajos | 0-4       |

### Final
| Fecha | Hora  | Partido | Partido | Partido | Resultado |
| ----- | ----- | ------- | ------- | ------- | --------- |
| 24.08 | 20:30 | Bélgica | -       | España  | 5-0       |

### Grupo C – clasificación del 5.º al 8.º lugar
| Equipo     | J | G | E | P | GF | GC | DG | PTS |
| ---------- | - | - | - | - | -- | -- | -- | --- |
| Inglaterra | 3 | 2 | 1 | 0 | 7  | 3  | +4 | 7   |
| Gales      | 3 | 1 | 1 | 1 | 8  | 6  | +2 | 4   |
| Escocia    | 3 | 1 | 1 | 1 | 7  | 8  | -1 | 4   |
| Irlanda    | 3 | 0 | 1 | 2 | 4  | 9  | -5 | 1   |

- Resultados

| Fecha | Hora  | Partido    | Partido | Partido | Resultado |
| ----- | ----- | ---------- | ------- | ------- | --------- |
| 22.08 | 13:30 | Gales      | -       | Escocia | 2-4       |
| 22.08 | 15:45 | Inglaterra | -       | Irlanda | 2-1       |
| 24.08 | 13:30 | Inglaterra | -       | Escocia | 3-0       |
| 24.08 | 15:45 | Irlanda    | -       | Gales   | 0-4       |

## Medallero
| Bélgica | España | Países Bajos |
| Gauthier Boccard Tom Boon Thomas Briels Cédric Charlier Nicolas De Kerpel Arthur De Sloover Félix Denayer John-John Dohmen Simon Gougnard Alexander Hendrickx Antoine Kina Loïck Luypaert Emmanuel Stockbroekx Florent van Aubel Arthur Van Doren Vincent Vanasch Victor Wegnez | Diego Arana Marc Boltó Francisco Cortés Miguel Delas Sergi Enrique Mario Fernández Garín Alejandro de Frutos Enrique González de Castejón Álvaro Iglesias Xavier Lleonart Llorenç Piera Pau Quemada Ignacio Rodríguez Josep Romeu Viçens Ruiz Marc Sallés Ricardo Sánchez Joan Tarrés | Seve van Ass Sander Baart Billy Bakker Lars Balk Pirmin Blaak Thierry Brinkman Jelle Galema Jonas de Geus Jeroen Hertzberger Jip Janssen Bjorn Kellerman Joep de Mol Mirco Pruijser Diede van Puffelen Glenn Schuurman Sam van der Ven Mink van der Weerden Sander de Wijn |
| Shane McLeod (seleccionador) | Frédéric Soyez (seleccionador) | Maximiliano Caldas (seleccionador) |

## Clasificación general
| 1. Bélgica JO   |
| 2. España       |
| 3. Países Bajos |
| 4. Alemania     |
| 5. Inglaterra   |
| 6. Gales        |
| 7. Escocia      |
| 8. Irlanda      |